# Skate Canada International 2019
Skate Canada International 2019 – drugie w kolejności zawody łyżwiarstwa figurowego z cyklu Grand Prix 2019/2020. Zawody odbyły się od 25 do 27 października 2019 roku w hali Prospera Place w Kelownie.
W rywalizacji solistów triumfował Japończyk Yuzuru Hanyū, zaś w konkurencji solistek Rosjanka Aleksandra Trusowa. W parach sportowych zwyciężyli Rosjanie Aleksandra Bojkowa i Dmitrij Kozłowskij, zaś w parach tanecznych reprezentanci Kanady Piper Gilles i Paul Poirier.

## Terminarz
| Data            | Godzina                     | Konkurencja     | Segment          |
| --------------- | --------------------------- | --------------- | ---------------- |
| 25 października | 11:00 UTC-07:00 / 20:00 CET | Pary taneczne   | Taniec rytmiczny |
| 25 października | 12:38 UTC-07:00 / 21:38 CET | Solistki        | Program krótki   |
| 25 października | 16:15 UTC-07:00 / 01:15 CET | Pary sportowe   | Program krótki   |
| 25 października | 17:42 UTC-07:00 / 02:42 CET | Soliści         | Program krótki   |
| 26 października | 11:09 UTC-07:00 / 20:09 CET | Pary taneczne   | Taniec dowolny   |
| 26 października | 13:00 UTC-07:00 / 22:00 CET | Solistki        | Program dowolny  |
| 26 października | 16:55 UTC-07:00 / 01:55 CET | Pary sportowe   | Program dowolny  |
| 26 października | 18:32 UTC-07:00 / 02:32 CET | Soliści         | Program dowolny  |
| 27 października | 14:00 UTC-07:00 / 22:00 CET | Pokazy mistrzów | Pokazy mistrzów  |

## Rekordy świata
| Rekordy świata (GOE±5) na moment rozpoczęcia zawodów (stan na 25 października 2019): | Rekordy świata (GOE±5) na moment rozpoczęcia zawodów (stan na 25 października 2019): | Rekordy świata (GOE±5) na moment rozpoczęcia zawodów (stan na 25 października 2019): | Rekordy świata (GOE±5) na moment rozpoczęcia zawodów (stan na 25 października 2019): | Rekordy świata (GOE±5) na moment rozpoczęcia zawodów (stan na 25 października 2019): | Rekordy świata (GOE±5) na moment rozpoczęcia zawodów (stan na 25 października 2019): |
| Konkurencja                                                                          | Segment                                                                              | Zawodnicy                                                                            | Punkty                                                                               | Zawody                                                                               | Data                                                                                 |
| ------------------------------------------------------------------------------------ | ------------------------------------------------------------------------------------ | ------------------------------------------------------------------------------------ | ------------------------------------------------------------------------------------ | ------------------------------------------------------------------------------------ | ------------------------------------------------------------------------------------ |
| Soliści                                                                              | Nota łączna                                                                          | Nathan Chen                                                                          | 323,42                                                                               | Mistrzostwa świata 2019                                                              | 23 marca 2019                                                                        |
| Soliści                                                                              | Program dowolny                                                                      | Nathan Chen                                                                          | 216,02                                                                               | Mistrzostwa świata 2019                                                              | 23 marca 2019                                                                        |
| Soliści                                                                              | Program krótki                                                                       | Yuzuru Hanyū                                                                         | 110,53                                                                               | Rostelecom Cup 2018                                                                  | 16 listopada 2018                                                                    |
| Solistki                                                                             | Nota łączna                                                                          | Aleksandra Trusowa                                                                   | 238,69                                                                               | Memoriał Ondreja Nepeli 2019                                                         | 21 września 2019                                                                     |
| Solistki                                                                             | Program dowolny                                                                      | Aleksandra Trusowa                                                                   | 163,78                                                                               | Memoriał Ondreja Nepeli 2019                                                         | 21 września 2019                                                                     |
| Solistki                                                                             | Program krótki                                                                       | Rika Kihira                                                                          | 83,97                                                                                | World Team Trophy 2019                                                               | 11 kwietnia 2019                                                                     |
| Pary sportowe                                                                        | Nota łączna                                                                          | Sui Wenjing / Han Cong                                                               | 234,84                                                                               | Mistrzostwa świata 2019                                                              | 21 marca 2019                                                                        |
| Pary sportowe                                                                        | Program dowolny                                                                      | Sui Wenjing / Han Cong                                                               | 155,60                                                                               | Mistrzostwa świata 2019                                                              | 21 marca 2019                                                                        |
| Pary sportowe                                                                        | Program krótki                                                                       | Jewgienija Tarasowa / Władimir Morozow                                               | 81,21                                                                                | Mistrzostwa świata 2019                                                              | 20 marca 2019                                                                        |
| Pary taneczne                                                                        | Nota łączna                                                                          | Gabriella Papadakis / Guillaume Cizeron                                              | 223,13                                                                               | World Team Trophy 2019                                                               | 12 kwietnia 2019                                                                     |
| Pary taneczne                                                                        | Taniec dowolny                                                                       | Gabriella Papadakis / Guillaume Cizeron                                              | 135,82                                                                               | World Team Trophy 2019                                                               | 12 kwietnia 2019                                                                     |
| Pary taneczne                                                                        | Taniec rytmiczny                                                                     | Gabriella Papadakis / Guillaume Cizeron                                              | 88,42                                                                                | Mistrzostwa świata 2019                                                              | 22 marca 2019                                                                        |

W trakcie zawodów ustanowiono następujące rekordy świata (GOE±5):
| Konkurencja | Segment         | Zawodnicy          | Punkty | Data                 |
| ----------- | --------------- | ------------------ | ------ | -------------------- |
| Solistki    | Nota łączna     | Aleksandra Trusowa | 241,02 | 26 października 2019 |
| Solistki    | Program dowolny | Aleksandra Trusowa | 166,62 | 26 października 2019 |

## Wyniki

### Soliści
| Poz. | Zawodnik           | Nota łączna | SP | SP     | FS | FS     |
| ---- | ------------------ | ----------- | -- | ------ | -- | ------ |
| 1    | Yuzuru Hanyū       | 322,59      | 1  | 109,60 | 1  | 212,99 |
| 2    | Nam Nguyen         | 262,77      | 3  | 84,08  | 2  | 178,69 |
| 3    | Keiji Tanaka       | 250,02      | 5  | 80,11  | 3  | 169,91 |
| 4    | Camden Pulkinen    | 244,78      | 2  | 89,05  | 4  | 155,73 |
| 5    | Deniss Vasiļjevs   | 227,40      | 4  | 84,01  | 7  | 143,39 |
| 6    | Matteo Rizzo       | 223,78      | 9  | 70,12  | 5  | 153,66 |
| 7    | Nicolas Nadeau     | 222,33      | 8  | 75,22  | 6  | 147,11 |
| 8    | Andriej Łazukin    | 212,07      | 6  | 78,99  | 12 | 133,08 |
| 9    | Julian Zhi Jie Yee | 211,63      | 7  | 75,64  | 10 | 135,99 |
| 10   | Roman Sadovsky     | 204,35      | 11 | 65,29  | 8  | 139,06 |
| 11   | Paul Fentz         | 202,24      | 10 | 66,32  | 11 | 135,92 |
| 12   | Brendan Kerry      | 193,77      | 12 | 56,75  | 9  | 137,02 |

### Solistki
| Poz. | Zawodniczka             | Nota łączna | SP | SP    | FS | FS        |
| ---- | ----------------------- | ----------- | -- | ----- | -- | --------- |
| 1    | Aleksandra Trusowa      | 241,02 WR   | 3  | 74,40 | 1  | 166,62 WR |
| 2    | Rika Kihira             | 230,33      | 1  | 81,35 | 2  | 148,98    |
| 3    | You Young               | 217,49      | 2  | 78,22 | 4  | 139,27    |
| 4    | Bradie Tennell          | 211,31      | 4  | 72,92 | 5  | 138,39    |
| 5    | Jewgienija Miedwiediewa | 209,62      | 6  | 62,89 | 3  | 146,73    |
| 6    | Marin Honda             | 179,26      | 10 | 59,20 | 6  | 120,06    |
| 7    | Kim Ye-lim              | 176,93      | 8  | 61,23 | 7  | 115,70    |
| 8    | Sierafima Sachanowicz   | 175,97      | 7  | 62,63 | 8  | 113,34    |
| 9    | Alexia Paganini         | 166,20      | 9  | 60,68 | 9  | 105,52    |
| 10   | Gabrielle Daleman       | 164,34      | 5  | 63,94 | 11 | 100,40    |
| 11   | Alicia Pineault         | 161,37      | 11 | 57,59 | 10 | 103,78    |
| 12   | Véronik Mallet          | 147,79      | 12 | 51,90 | 12 | 95,89     |

### Pary sportowe

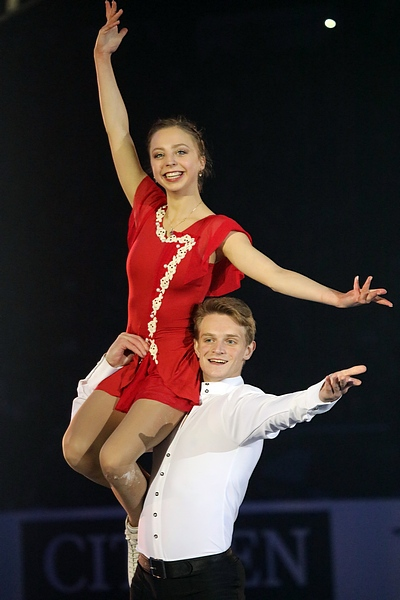
Zwycięzcy w parach sportowych Aleksandra Bojkowa i Dmitrij Kozłowskij (RUS) podczas pokazów mistrzów

| Poz. | Zawodnicy                               | Nota łączna | SP | SP    | FS | FS     |
| ---- | --------------------------------------- | ----------- | -- | ----- | -- | ------ |
| 1    | Aleksandra Bojkowa / Dmitrij Kozłowskij | 216,71      | 1  | 76,45 | 1  | 140,26 |
| 2    | Kirsten Moore-Towers / Michael Marinaro | 208,49      | 2  | 75,50 | 2  | 132,99 |
| 3    | Jewgienija Tarasowa / Władimir Morozow  | 202,29      | 3  | 73,57 | 3  | 128,72 |
| 4    | Alexa Scimeca Knierim / Chris Knierim   | 199,57      | 4  | 71,28 | 4  | 128,29 |
| 5    | Lubow Iluszeczkina / Charlie Bilodeau   | 192,47      | 5  | 68,62 | 5  | 123,85 |
| 6    | Jessica Calalang / Brian Johnson        | 181,54      | 6  | 62,54 | 6  | 119,00 |
| 7    | Tang Feiyao / Yang Yongchao             | 170,57      | 7  | 62,35 | 8  | 108,22 |
| 8    | Evelyn Walsh / Trennt Michaud           | 164,66      | 8  | 56,09 | 7  | 108,57 |

### Pary taneczne
| Poz. | Zawodnicy                         | Nota łączna | RD | RD    | FD | FD     |
| ---- | --------------------------------- | ----------- | -- | ----- | -- | ------ |
| 1    | Piper Gilles / Paul Poirier       | 209,01      | 2  | 82,58 | 1  | 126,43 |
| 2    | Madison Hubbell / Zachary Donohue | 206,31      | 1  | 83,21 | 2  | 123,10 |
| 3    | Lilah Fear / Lewis Gibson         | 195,35      | 4  | 76,67 | 3  | 118,68 |
| 4    | Kaitlin Hawayek / Jean-Luc Baker  | 194,77      | 3  | 79,52 | 4  | 115,25 |
| 5    | Sara Hurtado / Kiriłł Chalawin    | 180,64      | 5  | 72,77 | 5  | 107,87 |
| 6    | Marjorie Lajoie / Zachary Lagha   | 177,53      | 7  | 70,50 | 6  | 107,03 |
| 7    | Caroline Green / Michael Parsons  | 173,82      | 8  | 69,00 | 7  | 104,82 |
| 8    | Bietina Popowa / Siergiej Mozgow  | 173,54      | 6  | 71,44 | 8  | 102,10 |
| 9    | Sofja Jewdokimowa / Jegor Bazin   | 167,39      | 9  | 67,20 | 10 | 100,19 |
| 10   | Hayley Sales / Nikolas Wamsteeker | 164,27      | 10 | 63,06 | 9  | 101,21 |